# Fotbollstragedin på östra Java
Fotbollstragedin på östra Java utspelade sig den 1 oktober 2022 på den indonesiska ön Java.

## Historia
I en fotbollsmatch mellan Arema (H) och Persebaya Surabaya (B) blev planen stormad av omkring 3 000 hemmafans, vilket bemöttes med tårgas av polis. Detta trots att användning av tårgas på arenor är förbjudet enligt FIFA:s säkerhetsföreskrifter. Stormningen av planen och moln av tårgas möttes i sin tur av panik och trängsel, vilket orsakade omkring 180 personers död. Två av de döda var poliser. Dödsorsakerna ska ha varit främst kvävning och våldsutövning, och några människor uppges därtill ha blivit ihjältrampade. 
På arenan, Kanjuruhan Stadium, hade 42 000 åskådare infunnit sig, trots att arenans kapacitet bara uppgick till 38 000. Matchen slutade 3–2 till bortalaget Persebaya Surabaya, vilket tros vara anledningen till planstormningen. Båda lagen spelar i den indonesiska högstaligan Liga 1. Tragedin ses som en av fotbollshistoriens värsta.